# Stanko Vraz
Stanko Vraz (egentligen Jacob Frass), född 30 juni 1810 i Cerovec, död 24 maj 1851 i Zagreb, var en slovensk-kroatisk poet.
Vraz var till yrket advokat, men greps tidigt av den illyriska rörelsen och flyttade 1838 till Zagreb, där han blev sekreterare i litteraturföreningen Matica ilirska. År 1840 utkom den patriotisk-idylliska sonettsamlingen Djulabije (Äpplen). Romans- och balladdiktningen efter tyska förebilder infördes i den kroatiska litteraturen genom hans diktsamling Glaz iz dubrave Zerovinske (1841). Av rent episkt innehåll är Gusle i tambure (1845). Stor litterär förtjänst inlade han genom sina uppteckningar och bearbetningar av slovenska folkvisor, Narodne pesni ilirske (1839). Hans essäer, som anses grundläggande för den kroatiska kritiken, publicerades i den av honom redigerade tidskriften "Kolo" (1842-43 och 1847-50). Han deltog i den slaviska kongressen i Prag 1848, men stod för övrigt främmande för det politiska livet. Hans samlade verk utgavs 1863-68 av Matica ilirska och 1880 av Matica hrvatska med inledning av Franjo Marković.

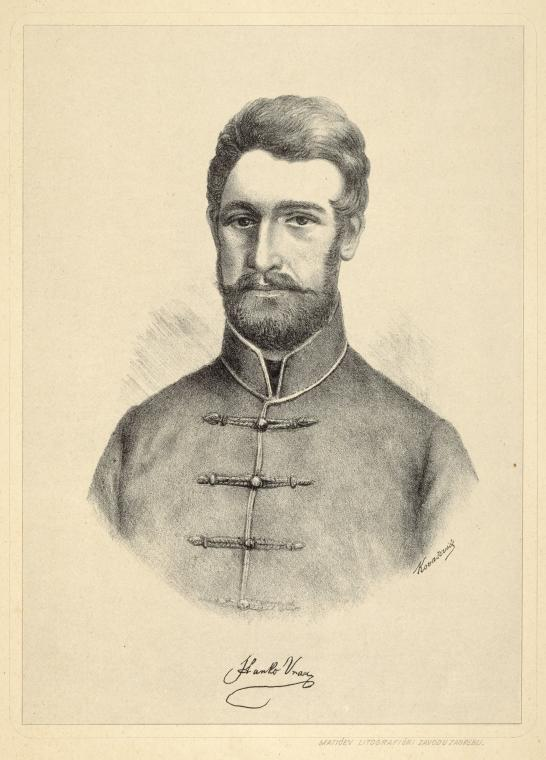
Stanko Vraz